# Vaj (вуличний художник)
Вадж (англ. Vaj, скорочено від вагіна), також відома як Vaj Graff — феміністська анонімна стрітарт художниця з Брістоля, Великобританія. З липня 2015 року активно працює як графіті-феміністка. Її мистецтво має феміністичну мету у сфері, де домінують чоловіки. Стиль її робіт трафаретний, він часто включає зображення жіночих геніталій.
У січні 2016 року вона додала ноги та волосся на лобку до статуї королеви Вікторії в коледжі Грін, Бристоль, що було видалено протягом 24 годин місцевою радою, на відміну від робіт Бенксі, де зображений пеніс.

## Особистість
Вадж також відома як VAJ, Vaj Graff і Vaj DGAF. Сама Вадж відкидає Вадж Графф, стверджуючи, що це ім'я використовують ЗМІ, щоб ідентифікувати її, оскільки це її ім'я в Twitter, але її так ніхто не називає.
Її особа невідома, але їй 26 років у Фішпондс, Бристоль. Вона має судимість.

## Мистецтво
Вадж повідомляє, що почала займатися стрітартом у п'ять років, побачивши, як хлопчик малює пеніси на дитячому майданчику крейдою на тротуарі. Вона підійшла туди і зробила щось подібне.
Почала активно працювати як художниця графіті в липні 2015 року, однак її ранні роботи привернули мало уваги.
У її роботах використовується стиль трафарету, подібний до Бенксі. На них часто зображені жіночі геніталії, які з'являються на будівлях і пам'ятниках.
Вадж була однією з кількох митців, представлених у сатиричному документальному фільмі The Art Bastard Show. Серед інших — Вікі Єнтоб, Тобі Гласс і веганська таксидермістка Лілі Роуз. Фільм був показаний на No Gloss Film Festival 2016.
У неї ніколи не було виставок.

### Феміністичні аспекти
Її мистецтво має феміністичну мету, маючи на меті подолати гендерну нерівність у стрітарті. Вона сказала Bristol Post: «У світі мистецтва домінують чоловіки. Факт. У вуличному мистецтві домінують чоловіки. Факт. Тож я маю представляти. Я маю відновити баланс. […] Королева Віка була владною жінкою. Вона була оригінальною феміністкою, і вона пишалася. Все, що я робила, це показала її, якою вона хотіла бути, щоб її бачили. Що в цьому образливого?». 
Її роботи також привертають увагу до подвійних стандартів у світі мистецтва. «Вони (Daily Mail) кажуть, що мій Вадж є образливим, але коли ви подивитеся вниз на цей сайт, що ви побачите? Жінки з випущеними цицьками… Скрізь подвійні стандарти».
Її роботи критикували і деякі феміністки. Міла Ллойд сказала, що було багато відомих графіті-художниць, і всі знали, що у королеви Вікторії були жіночі геніталії. Вадж відповіла, що художники-чоловіки, які малюють пеніси, мають на меті позначити простір як істинно чоловічий. Жінки, які малюють жінок таким чином, також служать нагадуванням про те, що жінки існують.

### Статуя королеви Вікторії
У четвер увечері на початку січня 2016 року Вадж додала ноги та волосся на лобку до статуї королеви Вікторії в коледжі Грін, Бристоль. Захід відбувався у світлий час доби, перехожі фотографували мисткиню, який працювала. Доповнення до статуї було видалено протягом 24 годин . Була створена петиція, щоб закликати Вадж вибачитися за свою роботу. Після видалення була створена ще одна петиція з проханням повернути її роботу.
Місцевий художник графіті Гарі Локк висловився засуджуюче: «Це багато говорить про Бристоль сьогодні [те, що] вандал може спотворити історичну статую в центрі Брістоля серед білого дня, і жоден перехожий не спробував це зупинити чи повідомити про це. Ганебно. […] Яким містом ми стаємо?». 
Критикині Гізер Макговен і Майла Ллойд аналізували її роботу глибше, порівнюючи її з роботою Бенксі з заувагою, що в ній бракує політичного посилу. Те, що потрібно було зайти на вебсайт художниці, щоб зрозуміти політичне повідомлення, було надано як доказ цього, попри інші твердження Вадж.
Вадж сказала, що її наміром не було виродження національної спадщини. Відповідаючи на критику, мисткиня наголосила: «Якщо Бенксі дозволив собі намалювати оголеного чоловіка, який висить у вікні секс-клініки, то чому королеву Віку не можна побачити у всій її красі?». Вона також сказала: «Багато ненависників називають це вандалізмом. Це не вандалізм. Це заява. Стань високо. Будьте горді та любіть вагіну». Вадж сказала FEMAIL, що в Брістолі бракує вуличних артисток, і швидке видалення було прикладом сексизму. Її цитує видання Bristol 24/7: "На іншому боці вулиці від Queen Vic є півень Бенксі, голий чоловік із членом, і тому що це Бенксі, раді це подобається". Вона також зазначила, що хоча стрітарт Бенксі був захищений, її аналогічні роботи криміналізовані.